# Moses Ndiema Kipsiro

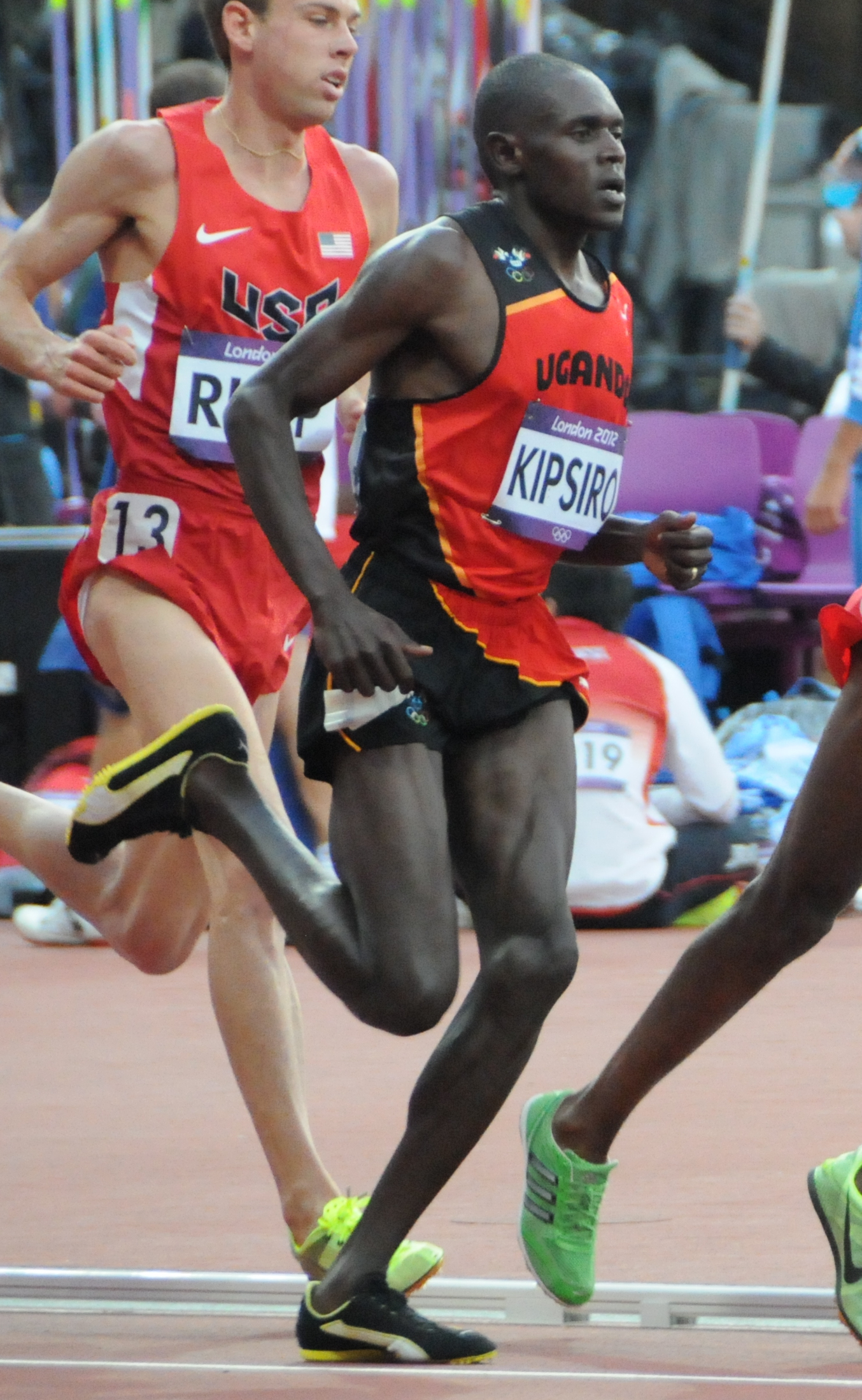
Moses Ndiema Kipsiro bei den Olympischen Spielen 2012

Moses Ndiema Kipsiro (* 2. September 1986 in Chesimat) ist ein ugandischer Langstreckenläufer.

## Sportliche Laufbahn
2005 startete Kipsiro beim 5000-Meter-Lauf der Weltmeisterschaften in Helsinki, schied jedoch im Vorlauf aus. Im selben Jahr erzielte er beim Trierer Silvesterlauf (8 km) den ersten von bislang fünf Siegen (2005–07, 2012 und 2014). Im Jahr darauf wurde er zunächst Siebter bei den Commonwealth Games in Melbourne und gewann dann bei den Afrikameisterschaften in Bambous Bronze über 5000 Meter und Gold über 10.000 Meter.
Bei den Weltmeisterschaften 2007 in Ōsaka errang er über 5000 Meter die Bronzemedaille hinter Bernard Lagat (USA) und Eliud Kipchoge (KEN). 2008 wurde er Zweiter bei den World 10K Bangalore und Vierter über 5000 Meter bei den Olympischen Spielen 2008 in Peking.
2009 wurde er Fünfter bei den World’s Best 10K, gewann bei den Crosslauf-Weltmeisterschaften in Amman Silber und wurde bei den Weltmeisterschaften in Berlin Vierter über 5000 Meter. Im Jahr darauf folgte einem sechsten Platz bei den World’s Best 10K und einer Bronzemedaille bei den Crosslauf-Weltmeisterschaften in Bydgoszcz Silber über 5000 Meter bei den Afrikameisterschaften 2010 in Nairobi, jeweils ein zweiter Platz über 3000 und 5000 Meter beim Continental-Cup 2010 in Split und ein Doppelsieg über 5000 und 10.000 Meter bei den Commonwealth Games in Neu-Delhi.
2011 wurde er bei den Crosslauf-Weltmeisterschaften in Punta Umbría Elfter und gewann mit der ugandischen Mannschaft Bronze. 2012 wurde er bei den Hallenweltmeisterschaften in Istanbul Siebter über 3000 Meter. Im selben Jahr belegte er bei den Olympischen Spielen in London über 10.000 Meter den zehnten und über 5000 Meter den 15. Platz.
2013 wurde Kipsiro bei den Crosslauf-Weltmeisterschaften in Bydgoszcz Vierter und gewann den Great Manchester Run. Bei den Weltmeisterschaften in Moskau erreichte er im 10.000-Meter-Lauf den 13. Platz. Eine Muskelverletzung verhinderte seinen Start im 5000-Meter-Lauf. 2014 verteidigte Kipsiro bei den Commonwealth Games in Glasgow seinen Titel im 10.000-Meter-Lauf. Am 4. Oktober 2015 gewann er den Great Scottish Run in 1:02:18 h.
Moses Ndiema Kipsiro ist 1,74 m groß und wiegt 59 kg. Er wuchs mit zwölf Geschwistern in Chesimat auf. Neben der Arbeit, die er auf der Farm der Eltern verrichten musste, war das Laufen schon früh seine Leidenschaft, so dass er es auf sich nahm, die Milch aus dem Nachbarort Singare zu holen. Er trainiert in Uganda mit seinem Freund Boniface Toroitich Kiprop und in England mit seinem Trainer und Manager Ricky Simms von PACE Sports Management.

## Konfrontation mit dem ugandischen Leichtathletikverband 2014
Anfang März 2014 stellte Kipsiro in einem Trainingslager in Kapchorwa einen Trainer des ugandischen Leichtathletikverbands zur Rede und warf ihm sexuelle Belästigung junger Athletinnen vor. Der Trainer soll den Läuferinnen empfohlen haben, schwanger zu werden und nach drei Monaten abzutreiben. Er behauptete, die schwangerschaftsspezifischen körperlichen Reaktionen der Frauen würden zur Verbesserung ihrer läuferischen Leistungen führen. Auch nachdem Kipsiros Vorwürfe öffentlich geworden waren, lehnte der ugandische Leichtathletikverband jegliche Verantwortung ab und zog zunächst keinerlei Konsequenzen aus den Vorfällen.
Kipsiro wurde aus dem Nationalkader für die Ende März in Kopenhagen stattfindenden Halbmarathon-Weltmeisterschaften gestrichen. Als Grund für die Entscheidung nannte der Verband eine Erkrankung des Athleten. Kipsiro dementierte dies und erklärte, seine Nichtnominierung sei eine Bestrafung für seine offene Kritik. Mitte April ordnete das ugandische Parlament eine Untersuchung der Vorfälle im Trainingslager an. Im Juni wurde Kipsiro entgegen früheren Verlautbarungen für die Commonwealth Games in Glasgow nominiert. Eine Stellungnahme zu diesem Richtungswechsel lehnte der Verband ab.

## Persönliche Bestzeiten
- 1500 m: 3:37,6 min, 14. Juni 2008, Watford
- 3000 m: 7:30,95 min, 28. Juli 2009, Monaco (ugandischer Rekord)
  - Halle: 7:37,4 min, 18. Februar 2012,	Birmingham (Zwischenzeit, ugandischer Rekord)
- 2 Meilen (Halle): 8:08,16 min, 18. Februar 2012, Birmingham (ugandischer Rekord)
- 5000 m: 12:50,72 min, 14. September 2007, Brüssel (ugandischer Rekord)
- 10.000 m: 27:04,48 min, 22. Juni 2012, Birmingham
- 10-km-Straßenlauf: 27:52 min, 26. Mai 2013, Manchester (ugandischer Rekord)
- Halbmarathon: 1:03:14 h, 8. Februar 2014, Mbale